# Maíra (romance)
Maíra é um romance escrito pelo antropólogo brasileiro Darcy Ribeiro e publicado a primeira vez em 1976 pela Editora Brasiliense, atualmente sendo publicado pela Editora Record. O livro trata de uma tribo fictícia, os mairuns, criada, segundo depoimento do próprio autor, a partir de características de vários grupos indígenas brasileiros.

## Crítica
O crítico literário Antonio Candido disse que "Maíra é desafogado mas cheio de estranha solenidade."
Na opinião de Alfredo Bosi, o tento raro e lúcido de Darcy Ribeiro foi conseguir "emigrar e imigrar da antropologia
para o romance, da ciência para a ficção, sem perder o pé em nenhuma das duas pátrias".